# Extension und Intension
Extension und Intension (lateinisch extensio ‚Ausdehnung, Spannweite, Verbreitung‘ und lateinisch intensio ‚Mühe, Spannung, Anspannung‘) sind Begriffe aus der Semantik, mit denen verschiedene Dimensionen der Bedeutung sprachlicher Ausdrücke (Prädikate, Sätze) oder logischer Entitäten (Mengen, Begriffe, Propositionen) bestimmt werden. Das Begriffspaar stammt aus dem Umfeld der aristotelischen Logik und wurde als «étendue de l’idee» ‚Umfang der Vorstellung‘ und «comprehension de l’idée» ‚Inbegriff der Vorstellung‘ durch die Logik von Port-Royal etabliert. In der Sprachphilosophie, den Sprachwissenschaften, der Logik und der Mathematik werden Extension und Intension oftmals unterschiedlich konzipiert. Für Prädikate und Begriffe sind – im Gegensatz zu Bedeutung – die Ausdrücke Begriffsumfang und Begriffsinhalt unproblematische Übersetzungen.

## Begriffsumfang und Begriffsinhalt
Begriffsumfang ist die „Gesamtheit der einem Begriff auf derselben Hierarchiestufe untergeordneten Begriffe“, Begriffsinhalt ist die Gesamtheit aller Merkmale eines Begriffs. Der Begriffsumfang vom Begriff Fahrzeug beispielsweise besteht aus den Unterbegriffen Landfahrzeug, Wasserfahrzeug, Luftfahrzeug und Raumfahrzeug. Der Begriffsinhalt des Luftfahrzeuges umfasst dessen Merkmale, innerhalb der Erdatmosphäre zu fliegen oder zu fahren (Ballonfahren). Hierdurch grenzt sich das Luftfahrzeug vom Raumfahrzeug ab, das im Weltraum unterwegs ist. Der Begriffsumfang wird umso kleiner, je größer der Begriffsinhalt ist.

## Extension und Intension von Prädikaten (Begriffen)

### Extension
In der traditionellen Logik (Begriffslogik) verstand man unter der Extension oder dem Umfang eines Begriffs die Gesamtheit der Dinge, auf die er sich erstreckt (die unter ihn fallen, die er umfasst). Demnach war die Extension des Begriffes „Mensch“ die Gesamtheit aller Menschen. Seit der pyrrhonischen Skepsis besteht allerdings auch Zweifel an solcher Begriffspotenz. Mit dem Aufkommen empirischer Wissenschaften gerieten die Taxonomien mehr in die einzelwissenschaftlichen Verantwortungsbereiche und ihre philosophisch- bzw. theologisch-syllogistische Verwaltung wurde obsolet. In der traditionellen Logik war nie eine hinreichend komplexe Ontologie gelungen, um praxistaugliche Überprüfungs- und Entscheidungsverfahren zu ermöglichen, als Beispiel dafür sei nur die mannigfach diskutierte Frage genannt, was zur Gesamtheit aller Menschen gehört und was nicht (z. B. verstorbene Menschen, Versehrte, Leichname, zukünftige Menschen, nur möglicherweise existierende Menschen. Zum Problem siehe auch Präsentismus, Aktualismus). Der letzte Verteidiger einer solchen Begriffslogik war Bruno von Freytag-Löringhoff.
In der klassischen Logik fasst man Begriffe oft als einstellige Prädikate auf, das heißt als Aussageformen mit einer Leerstelle. Aus der Aussageform „… ist ein Mensch“ entsteht dann eine wahre Aussage, wenn man in die Leerstelle den Eigennamen oder die Kennzeichnung eines Menschen einsetzt. Extension eines solchen Prädikates ist dann die Menge der Referenten all jener Eigennamen und Kennzeichnungen, die in die Leerstelle eingefügt eine wahre Aussage ergeben. Die Extension ist demnach die Menge der Gegenstände, denen die durch das Prädikat ausgedrückte Eigenschaft zukommt. Entsprechendes gilt für mehrstellige Prädikate (Relationen): Die Extension des zweistelligen Prädikats „… hat denselben Vater wie …“ besteht aus der Menge aller Geschwister- und (väterlichen) Halbgeschwisterpaare.

### Intension
Darüber, was Intension und Begriffsinhalt sind, gehen die Meinungen in der Logik auseinander. Nach einer häufig vertretenen Auffassung besteht die Intension eines Begriffes aus der Gesamtheit der Merkmale oder Eigenschaften – die Terminologie ist hier uneinheitlich –, die den Dingen, die er umfasst, faktisch gemeinsam sind oder die die Schnittmenge ihrer notwendigen Merkmale ausmachen. Demnach enthält die Intension des Begriffes „Mensch“ die Merkmale belebt, sterblich, auf zwei Beinen gehend, ungefiedert, vernunftbegabt, Werkzeuge produzierend etc.
Begriffsmerkmale treten hauptsächlich bei der Definition eines Begriffs in Erscheinung:
- Menschen sind auf zwei Beinen gehende ungefiederte Lebewesen.

Oder:
- Menschen sind vernunftbegabte Lebewesen.

Keine dieser Definitionen macht von allen Merkmalen Gebrauch, die allen Menschen gemeinsam sind; beide kommen z. B. ohne das Merkmal sterblich aus. Trotzdem erfüllen sie ihren Zweck, nämlich aus einem Diskursuniversum, das nur physische Dinge umfasst, trennscharf diejenigen herauszufiltern, die unter den Begriff „Mensch“ fallen. Wäre dagegen von einer Welt die Rede, in der auch für vernunftbegabte Unsterbliche Platz ist, z. B. für die Göttinnen und Götter des Olymp, so müsste die zweite Definition, um diese Funktion zu erfüllen, durch die Hinzunahme des Merkmals sterblich verengt werden.
Die Beispiele zeigen außerdem, dass Begriffe mit verschiedener Intension im selben Diskursuniversum dieselbe Extension haben können: „auf zwei Beinen gehende ungefiederte Lebewesen“ und „vernünftige Lebewesen“ sind extensional gleiche Begriffe. Das Umgekehrte gilt nicht: Begriffe mit verschiedener Extension besitzen im selben Diskursuniversum stets verschiedene Intensionen.

### Extensionale Individuation von Begriffen
Bekanntlich sind viele Wörter mehrdeutig: Das Wort „Bank“ kann ein Sitzmöbel oder ein Geldinstitut bezeichnen. Bei beiden Bedeutungen handelt es sich um verschiedene Begriffe. Was konstituiert die Verschiedenheit dieser Begriffe und wie erkennt man Gleichheit und Verschiedenheit von Begriffen? Ein einfacher Antwortversuch auf diese Frage wird als Extensionalitätsthese bezeichnet, der zufolge Begriffe durch ihren Extensionalbereich vollständig bestimmt seien. Offensichtlich ist die Menge aller Sitzmöbel eine andere Menge als diejenige aller Geldinstitute.
Diese Extensionalitätsthese hat unter anderem das bekannte Problem, zu erklären, wie es sich bei Bezeichnungen wie „Abendstern“ und „Morgenstern“ verhält. Die Extension beider Bezeichnungen ist identisch: Beide beziehen sich auf den Planeten Venus. Trotzdem scheint plausibel, dass, wer an den Abendstern denkt, einen anderen Begriff verwendet als jener, welcher an den Morgenstern denkt. Der Unterschied liegt, so die klassische Formulierung von Gottlob Frege, nicht in der Extension, sondern in der Weise der Bezugnahme auf das bezeichnete Objekt, also der Intension. Frege selbst spricht nicht von Extension, sondern von Bedeutung, und nicht von Intension, sondern von Sinn. Zieht man auch die Intension zur Individuation von Begriffen heran, muss die Extensionalitätsthese verworfen werden.

### Inversverhältnis von Intension und Extension
Versteht man die Intension als eine Menge von Merkmalen und die Extension als eine Menge von Gegenständen, welche diese Merkmale besitzen, so verhalten sich Intension und Extension offensichtlich in folgender Weise gegensätzlich zueinander: Je umfangreicher die Intension, desto kleiner die Extension, und umgekehrt. Ein Begriff wie „Substanz“ umfasst nach der aristotelischen Ontologie alles überhaupt Seiende, ein Begriff wie „körperliche Substanz“ entsprechend weniger, und ein Begriff wie „vernunftbegabte beseelte körperliche Substanz“ noch weniger Objekte. Solche Beispiele existieren in großer Zahl und lassen die folgende grundlegende Gesetzmäßigkeit vermuten:
Sind A und B zwei Klassen innerhalb einer Klassifikation mit einheitlich durchgeführtem Merkmalssystem, so gilt:
Wenn die Intension von A (als Teilmenge) in der Intension von B enthalten ist, dann ist die Extension von B (als Teilmenge) in der Extension von A enthalten. B ist dann eine Unterklasse (eine Spezies) von A, A eine Oberklasse (ein Genus) von B.
Mit dem Aufkommen der modernen Logik wurde die Allgemeingültigkeit dieser Regel auf verschiedene Weise angezweifelt. Der Grund dafür lag in der erwähnten Unbestimmtheit des Begriffs der Intension und in der Vielzahl der Möglichkeiten, ihn in die formale Sprache eines Logikkalküls zu übersetzen. Den ersten erfolgreichen Versuch zu einer solchen Übersetzung unternahm Paul Weingartner. Weingartner konnte zeigen, dass „bei entsprechender Definition des intensionalen Enthaltenseins“ die oben formulierte Grundregel ein Theorem der Klassenlogik darstellt.
Auch der deutsche Philosoph Lutz Geldsetzer hat für intensionale Logiken eine anschauliche „pyramidale“ Notation entwickelt und sich mit dem Verhältnis von Extension und Intension beschäftigt.
Auch die mehrwertige sogenannte Bayes-Logik hat intensionale Züge.

### Terminologie
Geprägt wird die Gegenüberstellung zwischen Extension und Intension, deren Wurzeln auf die aristotelische Logik zurückgehen, in der Logik von Port-Royal. Beispielhaft sei auch eine kompakte Formulierung von Leibniz zitiert: „Das Lebewesen umfasst mehr Individuen als der Mensch, aber der Mensch enthält mehr Ideen oder Formeigenschaften; das eine hat mehr Exemplare, das andere mehr Wirklichkeitsgrad; das eine hat mehr Extension, das andere mehr Intension.“
Im Lauf der Philosophiegeschichte wurde das Konzept der Extension und Intension von unterschiedlichen Autoren aufgebracht, wobei man bei der Gleichsetzung der Begriffspaare äußerst vorsichtig sein sollte, zumal einige Autoren sie als Eigenschaften von mentalen Entitäten (Begriffen, Urteilen), andere als Eigenschaften sprachlicher Ausdrücke behandeln. Die folgende Tabelle zeigt einige dieser Bezeichnungen.
| Intension                        | Extension                       | Autor                               |
| -------------------------------- | ------------------------------- | ----------------------------------- |
| Intension                        | Extension                       | Leibniz, Carnap, Stegmüller         |
| Inhalt                           | Umfang                          | Kant                                |
| comprehension                    | étendue                         | Logik des Jansenismus in Port-Royal |
| connotation und comprehension    | denotation                      | John Stuart Mill                    |
| Sinn                             | Bedeutung                       | Gottlob Frege                       |
| meaning                          | denotation                      | Bertrand Russell                    |
| sense                            | reference                       | Max Black                           |
| meaning                          | reference                       | Willard Van Orman Quine             |
| sense                            | denotation                      | Alonzo Church                       |
| intensionale Bedeutung (Begriff) | extensionale Bedeutung (Klasse) | Kamlah-Lorenzen                     |
| Bedeutung                        | Bezeichnung                     | Georg Klaus                         |
| Bedeutung                        | Gegenstand                      | Edmund Husserl                      |
| Bedeutung                        | Bezug                           | Franz von Kutschera                 |
| Bedeutung                        | Designata                       | Karl-Dieter Opp                     |

Dabei ist zu beachten, dass in besonderem Maß bei Frege Vorsicht geboten ist, den Ausdruck „Bedeutung“ mit der Extension gleichzusetzen. Die Unterscheidung zwischen Extension und Intension findet grundsätzlich bei Begriffswörtern („Planet“) Verwendung, während Frege die Unterscheidung zwischen Sinn und Bedeutung auch auf Eigennamen (wobei der Sinn die Art des Gegebenseins eines Gegenstandes ist, die Bedeutung der entsprechende Gegenstand) und ganze Sätze (der Sinn ist hier der Gedanke, die Bedeutung das Wahre/Falsche) anwendet. Darüber hinaus ergeben sich auch bei Anwendung auf Begriffswörter Unterschiede: Während die Extension von „Planet“ die Planeten des Sonnensystems umfasst, ist für Frege die Bedeutung von „Planet“ der abstrakte Begriff „() ist ein Planet“. Zudem wird in ungeraden Kontexten oder opaken Kontexten der ursprüngliche Sinn zur Bedeutung des Ausdrucks. Was an die Stelle des Sinns rückt, lässt Frege offen.

## Extension und Intension von Sätzen

### Extension eines Satzes
Nach verbreiteter, umstrittener, von Gottlob Frege begründeter Auffassung ist die Extension eines Aussagesatzes sein Wahrheitswert.

„Wir haben gesehen, dass zu einem Satze immer dann eine Bedeutung zu suchen ist, wenn es auf die Bedeutung der Bestandteile ankommt; und das ist immer dann und nur dann der Fall, wenn wir nach dem Wahrheitswerte fragen. So werden wir dahin gedrängt, den Wahrheitswert eines Satzes als seine Bedeutung anzuerkennen.“

### Intension eines Satzes
Die Intension eines Satzes (bei Frege: der Sinn eines Satzes) sind nach verbreiteter, umstrittener Auffassung sein Sinn, Inhalt oder der ausgedrückte (subjektive) Gedanke oder eine Proposition, nach Frege ist der Sinn eines Satzes sein Gedanke (in einem objektiven Sinn). Nach Rudolf Carnap ist die Intension eines Satzes die durch den Satz bezeichnete Proposition.

## Anwendungen

### Rechtswissenschaft, Rechtsprechung und Verwaltungshandeln
Zum Alltagsgeschäft von Juristen gehört es, konkrete Sachverhalte mit Rechtsnormen zu verknüpfen, bei denen Begriffe, insbesondere unbestimmte oder vage Begriffe, eine zentrale Rolle spielen. Dabei geht es einerseits darum, die Intension eines anzuwendenden Begriffs so zu bestimmen, dass in der Praxis trennscharfe Unterscheidungen vorgenommen werden können, und so gleichzeitig die potenzielle Extension anzugeben: Fälle mit dem Merkmal x (Intensionsbestimmung) gehören zur Menge (Extensionsbestimmung) der mit dem Begriff „y“ bezeichneten normierten Sachverhalte.
Beispiel: § 242 (Diebstahl) Abs. 1 des deutschen Strafgesetzbuches lautet: „Wer eine fremde bewegliche Sache einem anderen in der Absicht wegnimmt, die Sache sich oder einem Dritten rechtswidrig zuzueignen, wird mit Freiheitsstrafe bis zu fünf Jahren oder mit Geldstrafe bestraft.“ Der Begriff „Diebstahl“ kann nicht auf Fälle des Anzapfens elektrischer Energie angewandt werden (eingeschränkte Extension des Begriffs „Diebstahl“), da Strom keine „Sache“ ist (eingeschränkte Intension des Begriffs „Sache“). Die auf diese Weise entstandene Gesetzeslücke wurde geschlossen, indem ins StGB der § 248c eingefügt wurde, durch den die „Entziehung elektrischer Energie“ unter Strafandrohung gestellt ist.

### Religionswissenschaft und Theologie
Die Frage, ob das, was ein Begriff als sprachliches Zeichen bezeichnet, existiert oder nicht, kann nicht nur als empirische behandelt werden, sondern auch als onto- oder mythologische. Dann bekommen Begriffe wie „Gott“, „Teufel“, „Engel“ nicht einfach eine Null-Extension, sondern eine komplexere Intension. Götter wie Zeus „gibt es“ jedenfalls als Teilelement des Begriffs „griechische Mythologie“.

### Logikgeschichte
Überblicksdarstellungen
- Joseph C. Frisch: Extension and Comprehension in Logic. New York 1969.
- R. H. Robins: A Short History of Linguistics. Longman, 1967 (4. Auflage: 1997).
- Ellen Walther-Klaus: Inhalt Und Umfang. Georg Olms Verlag. 1987, ISBN 3-487-07829-5 (umfassende historische Darstellung, u. a. zu Spätantike, Porphyrius, Scholastik, Petrus Hispanus, Thomas de Vio, Port-Royal, Leibniz, Kant, Erdmann, Peirce, Bolzano und die jeweiligen Zwischenphasen).

Antike
- William T. Parry, Edward A. Hacker: Aristotelian Logic. SUNY, 1991, bes. S. 60 ff.

Mittelalter
- Heinz W. Enders: Sprachlogische Traktate des Mittelalters und der Semantikbegriff. F. Schöningh, 1975, ISBN 3-506-79420-5.
- Paul Spade: The Semantics of Terms. In: Norman Kretzmann, Anthony Kenny, Jan Pinborg (Hrsg.): The Cambridge History of Later Medieval Philosophy. Cambridge University Press, Cambridge 1982, S. 188–196.

Frühe Neuzeit
- Jill Vance Buroker: The Port-Royal semantics of terms. In: Synthese. 96/3, 1993, S. 455–475.
- Wolfgang Lenzen: Zur extensionalen und ‚intensionalen‘ Interpretation der Leibnizschen Logik. In: Studia Leibnitiana. 15, 1983, S. 129–148.
- Chris Swoyer: Leibniz on Intension and Extension. In: Noûs. 29/1, 1995, S. 96–114.
- Raili Kauppi: Über die Leibnizsche Logik mit besonderer Berücksichtigung des Problems der Intension und der Extension. (= Acta philosophica Fennica. 12). Suomen Filosofinen Yhdistys, Helsinki 1960. ( (The Philosophy of Leibniz. 6). Garland, New York / London 1985)
- A. Heinekamp, F. Schupp: Die intensionale Logik bei Leibniz und in der Gegenwart. Wiesbaden 1979.

Klassik
- Michael Franz (Hrsg.); Gottfried Ploucquet: Logik. Georg Olms Verlag, 2006, ISBN 3-487-13079-3.

### Moderne
- Gottlob Frege: Über Sinn und Bedeutung. In: Zeitschrift für Philosophie und philosophische Kritik. NF 100, 1892, S. 25–50. (Wiederabdrucke, z. B. In: K. Berka, L. Kreiser (Hrsg.): Logik-Texte. Akademie-Verlag, Berlin 1983, S. 423–442. online auf gavagai.de)
- Bertrand Russell: On denoting. In: Mind, New Series. vol. XIV, 1905, S. 479–493. (Wiederabdruck in: B. Russell: Logic and knowledge. London / New York 1956)
- Rudolf Carnap: Bedeutung und Notwendigkeit. Springer, Berlin / New York 1972. (engl.: Meaning and Necessity. A Study in Semantics and Modal Logic. 1947. 2. Auflage. 1956)
- Willard Van Orman Quine: Logic and Reification of Universals. New York 1970.
- Willard Van Orman Quine: Word and Object. Cambridge, Mass. 1960. (deutsch: Wort und Gegenstand. übersetzt von Joachim Schulte und Dieter Birnbacher. Stuttgart 1980)
- Franz von Kutschera: Sprachphilosophie. Fink, München 1993, bes. S. 66 ff.
- Clarence Irving Lewis: Notes on the Logic of Intension. In: Structure, Method, and Meaning: Essays in Honor of Henry M. Sheffer. Liberal Arts Press, New York 1951, S. 25–34.
- Thomas Bernhard Seiler: Begreifen und Verstehen. Verlag Allgemeine Wissenschaft, Darmstadt 2001, ISBN 3-935924-00-3.